# JO1
JO1（ジェイオーワン）は、日本の11人組グローバルボーイズグループ。日本の吉本興業と韓国のエンタテインメント企業・CJ ENMによる合弁会社のLAPONEエンタテインメント所属。韓国の人気オーディション番組『PRODUCE 101』の日本版『PRODUCE 101 JAPAN』の合格者11人で結成され、2020年3月4日にシングル
『PROTOSTAR』より「無限大」でデビュー。グループ名「JO1」には「『PRODUCE 101 JAPAN』で一緒に夢を目指した練習生たちが、1つになって世界の頂点を目指していく」という意味を込めている。
公式ファンダムネーム「JAM」は「JO1 And Me（Me＝ファン）」の頭文字に由来しており、ファンがJO1を引き立てる存在になるという意味合いが込められている。また「JAM」という単語には「人（もの）を満杯に詰め込む（wiktionary:jam#Verb）」という意味もあることから「ライブ会場をファンで満杯に埋める」といった意味合いも兼ねて選考された。
従来の『PRODUCE 101』シリーズとは異なり、グループの活動期間は限定されていない。最終目標として、J-POPとK-POPを融合させた「JO1」という新しい音楽ジャンルの確立を掲げている。

## 経歴

### 2019年: PRODUCE 101 JAPAN
4月11日、オーディション番組『PRODUCE 101 JAPAN』の募集が開始。応募総数は約6000人。
9月26日、『PRODUCE 101 JAPAN』の放送が開始された。
12月11日、最終回が放送され、デビューメンバー11人が決定した。
12月12日、オフィシャルファンクラブ開設。
『PRODUCE 101 JAPAN』には芸能活動経験者から未経験者まで多くの練習生が集まり、JO1に選ばれたメンバーの経歴も様々であった。川尻はSMAPや山下智久、Wanna Oneのバックダンサーを務めた経験があり、白岩はジャニーズJr.を経てアイドルグループに所属し、芸能活動を行っていた。鶴房はFNCエンターテインメントにスカウトされ所属し、韓国で練習生活を送ったことがある。大平、佐藤、木全、豆原はダンススクールに在籍していたが、川西、河野、金城、與那城は、歌もダンスも未経験であった

### 2020年: デビュー
1月31日 - 2月1日・2月18日 - 20日、パシフィコ横浜とオリックス劇場の2会場でファンミーティングが開催された。本イベントはJO1初のイベントで5日間に渡って全6公演が開催され、デビュー前ながら約2万人を動員した。
2月17日、デビューシングル『PROTOSTAR』からリード曲「無限大」のミュージックビデオをリリース。公開から24時間で100万回再生を達成。
3月4日、シングル『PROTOSTAR』をリリースし、デビュー。オリコンデイリーシングルランキング、週間シングルランキングで1位を獲得。初週売上は32万枚を超え、デビューシングルの初週売上が30万枚超えを記録した史上7組目のアーティストとなった。
3月24日、日本テレビ系列の情報番組『スッキリ』で「無限大」を披露し、グループとして初のテレビ生出演を果たした。
6月21日、初のオンライン開催となったKカルチャーフェスティバル『KCON:TACT 2020 SUMMER』に出演。デビュー曲「無限大」を含む計3曲を披露し、2ndシングル『STARGAZER』をリリースすることも併せて発表された。
6月29日、オーディション未公開シーンなどを含めたメンバー11人の軌跡を追ったドキュメンタリー作品「PRODUCE 101 JAPAN 番外編 〜JO1誕生までの軌跡〜」が、ファンクラブ会員向けにDVDとBlu-rayで発売。
8月26日、2ndシングル『STARGAZER』をリリース。オリコンデイリーランキング、週間シングルランキングで1位を獲得。タイトル曲の「OH-EH-OH」はPENTAGONのフイが楽曲制作に参加し、収録曲「My Friends」ではメンバーの與那城が初めて作詞に携わった。今作はコロナ禍の影響を受けて、レッスンや制作などがリモート環境で行われた。
9月5日、さいたまスーパーアリーナで開催された国内最大級のファッションイベント『第31回 マイナビ 東京ガールズコレクション 2020 AUTUMN／WINTER』にメインアーティストとして出演し、2ndシングルのタイトル曲「OH-EH-OH」を披露。大トリを飾った。
10月17日、『KCON:TACT season 2』に出演。
11月19日、『MTV VMAJ 2020 -THE LIVE-』に出演し、今後大躍進が期待される新人アーティストに贈られる「ライジングスター賞」を受賞。
11月25日、1stアルバム『The STAR』をリリース。オリコンデイリーアルバムランキングで1位、週間アルバムランキングで2位を獲得。Billboard JAPAN週間アルバム・セールス・チャートで1位を記録。
12月2日、フジテレビ系列の大型音楽番組『FNS歌謡祭』に初出演し、アルバム『The STAR』からリード曲「Shine A Light」を披露。12月6日、アジア最大級の音楽授賞式『2020 Mnet Asian Music Awards（通称: MAMA）』に出演し、「ベスト・ニュー・アジア・アーティスト賞」を受賞。
12月19日、初の単独ライブ『JO1 1st Live Streaming Concert 「STARLIGHT」』がオンラインで開催され、30ヶ国以上から約12万人がライブを見届けた。

### 2021年: 初の有観客ライブ開催、メンバーの活動休止
1月20日、配信シングル「伝えられるなら」をデジタルリリース。「今は辛くても、きっといい日が来る。一緒に頑張ろう。」という励ましの言葉を紡いだ温かい歌詞が特徴的で、キットカットのCMテーマソングに起用された。
1月27日、1st写真集「Progress」を発売。オリコン週間写真集ランキングで1位を獲得。
2月20日、2度目の単独ライブ『JO1 Live Streaming Concert 「STARLIGHT:DELUXE」』をオンライン開催。ライブの最後には、3rdシングル『CHALLENGER』をリリースすることも発表された。
2月25日、韓国の音楽番組『M COUNTDOWN』に初出演。「Shine A Light」と「伝えられるなら」の2曲を披露した。
3月15日、第35回日本ゴールドディスク大賞で邦楽部門の「ベスト5ニュー・アーティスト」に選出された。
3月23日、25日にオンラインで開催された『KCON:TACT 3』に出演。「Shine A Light」「MONSTAR」「伝えられるなら」「Born To Be Wild」の4曲を披露した。
4月28日、3rdシングル『CHALLENGER』をリリース。初週売上は20万枚を超え、オリコンデイリーシングルランキング、週間シングルランキングで1位を獲得。Billboard JAPAN週間シングル・セールス・チャートで1位を記録。デビューシングルから3作連続での初週売上20万枚超えは、史上12組目であり、男性アーティストでは史上6組目となった。
8月18日、4thシングル『STRANGER』をリリース。オリコンデイリーシングルランキング、週間シングルランキングで1位を獲得。Billboard JAPAN週間シングル・セールス・チャートで1位を記録。リード曲「REAL」がBillboard Japan Hot 100で総合首位を獲得。初週売上は36万枚を超え、1stシングル『PROTOSTAR』を上回るグループ最高を記録した。
9月8日、『JO1 Live Streaming Concert 「STARLIGHT:DELUXE」』で披露した初のバンドとのコラボレーション楽曲「OH-EH-OH（Band Ver.）」と「GrandMaster（Band Ver.）」をデジタルリリース。
9月15日、配信シングル「Run&Go」をデジタルリリース。「止まらずに走り続けよう」という希望のメッセージが込められたミディアテンポの楽曲となっており、キットカットのCMソングに起用された。
10月9日、金城碧海が適応障害の治療に専念するため一時的に活動を休止することを発表。
10月11日、配信シングル「Prologue」をデジタルリリース。TVアニメ『BORUTO-ボルト- NARUTO NEXT GENERATIONS』のエンディングテーマに起用され、アニメの中で描かれる友情や挑戦をJO1の姿と照らし合わせ、「一緒に乗り越えていこう」というメッセージを込めた応援ソングとなっている。
11月19日 - 21日、初の有観客ライブ『2021 JO1 LIVE “OPEN THE DOOR”』が幕張メッセにて開催され、3日間全5公演で4万5000人を動員した。
11月25日、『MTV VMAJ 2021 -THE LIVE-』に出演し、「REAL」のミュージックビデオが「最優秀ダンスビデオ賞」を受賞。
12月11日、アジア最大級の音楽授賞式『2021 Mnet Asian Music Awards』に出演し、「Best Asian Artist Japan」を受賞。後輩グループであるINIとW受賞を果たした。
12月15日、5thシングル『WANDERING』をリリース。オリコンデイリーシングルランキング、週間シングルランキング、週間合算シングルランキングで1位を獲得。Billboard JAPAN週間シングル・セールス・チャートでも1位を記録したほか、リード曲「僕らの季節」がBillboard Japan Hot 100で総合首位を獲得。初週売上は51.6万枚を超え、グループ初のハーフミリオンを達成した。
12月25日 - 2022年1月25日、東京ドームシティ Gallery AaMoにて展覧会「JO1 EXHIBITION in Gallery AaMo」を開催。「アートなJO1」をコンセプトに掲げ、ファン参加型展示や本展のために撮り下ろした作品などが約1ヶ月間展示された。また、隣接する東京ドームシティアトラクションズではコラボレーションが開催。園内ではJO1の楽曲がBGMとして流れ、特別ラッピングされた観覧車のゴンドラ内では、メンバー録り下ろしボイスが流れる仕様になった。

### 2022年: 初のアリーナツアー、紅白歌合戦出場
2月14日、配信シングル「Dreamer」をデジタルリリース。「一歩ずつ僕らの足で歩いていこう」という思いが込められた応援ソングとなっており、JO1初主演ドラマ『ショート・プログラム』の主題歌として書き下ろされた。また、メンバーである金城の活動再開も同日に発表された。
3月4日、配信シングル「飛べるから」をデジタルリリース。ドキュメンタリー映画『JO1 THE MOVIE 『未完成』-Go to the TOP-』の主題歌であり、「僕たちは1人じゃない、絆と愛、互いに信じ合い、一緒に大きな夢をつかんでいきたい」という思いとファンへの感謝のメッセージが込められたバラードソングとなっている。同日に映画の完成披露プレミア試写会が行われ、金城にとってはこれが復帰後初の公の場となった。
3月11日、ドキュメンタリー映画『JO1 THE MOVIE 『未完成』-Go to the TOP-』が東宝系にて全国公開。
4月2日、配信シングル「Move The Soul」をデジタルリリース。TVアニメ『群青のファンファーレ』オープニングテーマに採用された。
4月7日、ニッポン放送にて初のレギュラーラジオ番組『JO1のオールナイトニッポンX』の放送が開始。メインパーソナリティは白岩が担当し、毎週週替わりで他のメンバーがゲスト出演する。
4月21日、配信シングル「YOLO-konde」をデジタルリリース。「目標に向かうときや自信をつけたいときにパワーをもらえる楽曲であってほしい」という思いが込められている。Stray Kidsのバンチャン、チャンビン、ハンの3人からなるプロデューサーユニット3RACHAがトラックとトップラインを制作し、作詞をJO1が手掛けたコラボレーション楽曲となっている。NHK BS8Kで放送された『This is JO1 ～Go to the Dream～』で初披露され、メンバーの川尻が振付、大平がメイク、佐藤が衣装をそれぞれメインで担当し、セルフプロデュースでステージを完成させた。
5月25日、2ndアルバム『KIZUNA』をリリース。オリコンデイリーアルバムランキング、週間アルバムランキングで1位を獲得。Billboard JAPAN週間アルバム・セールス・チャートでも1位を記録したほか、Billboard JAPANのダウンロード・アルバム・チャートでは初となる1位を獲得。
6月12日にはサンリオとの新キャラ開発プロジェクトの指導が開始したことが発表され、10月26日にキャラクターチーム名が「JOCHUM」に決定したことが発表された。
7月20日、初の公式スマホゲームアプリ『&JO1』がリリース。JO1と共同生活を送りながら、メンバーの魅力を一番近くで体感できるシミュレーションゲーム。コミュニケーションを取りながら心の距離を縮めていくと、それぞれのメンバーとのストーリーを進めることができたり、フォトカードの育成要素などがある。
9月3日 - 10月23日、グループ初のアリーナツアー『2022 JO1 1ST ARENA LIVE TOUR ‘KIZUNA’』を開催。愛知、大阪、神奈川、福岡に追加公演の東京を加えた全国5都市をまわり、全13公演で11万人を動員した。
10月12日、6thシングル『MIDNIGHT SUN』をリリース。オリコンデイリーシングルランキング、週間シングルランキング、週間合算シングルランキングで1位を獲得。初週売上は60万枚を超え、Billboard JAPAN週間シングル・セールス・チャートで1位を記録し、リード曲「Supercali」はBillboard Japan Hot 100で2位を獲得した。
11月2日、『MTV VMAJ 2022 -THE LIVE-』に出演し、最も素晴らしいライブパフォーマンスのアーティストに贈られる「ベスト・ライブ・パフォーマンス賞」を受賞。
11月29日、アジア最大級の音楽授賞式『2022 Mnet Asian Music Awards』に出演。「Favorite Asian Artist」を受賞し、日本人グループとして唯一の受賞者となった。
12月20日、中国最大のSNS「WEIBO」を通して活躍し、中国で大きな影響力を持つ著名人や日本企業を表彰する授賞式『WEIBO Account Festival 2022』に出演し、「優秀男性グループ賞」を受賞。
12月31日、『第73回NHK紅白歌合戦』に初出場。デビュー曲「無限大」を披露し、ツイッターでは世界トレンド2位まで急上昇を果たした。また、SEKAI NO OWARIのステージやウタのステージでは、ダンサーとしても参加した。

### 2023年: 初のアジアツアー、初のドーム公演
1月19日、配信シングル「We Good」をデジタルリリース。ポジティブな歌詞と軽快なサウンドが特徴の楽曲となっており、木全が出演するドラマ『しょうもない僕らの恋愛論』の主題歌として書き下ろされた。
2月8日、配信シングル「Romance」をデジタルリリース。一途な想いが歌詞に込められているバラードソングとなっており、鶴房が主演するドラマ『ブルーバースデー』の主題歌に起用された。
4月5日、7thシングル『TROPICAL NIGHT』をリリース。オリコンデイリーシングルランキング、週間シングルランキングで1位を獲得。Billboard JAPAN週間シングル・セールス・チャートで1位を記録。また、リード曲「Tiger」がBillboard Japan Hot 100とダウンロード・ソング・チャートで1位を記録したほか、“Hot Trending Songs Powered by Twitter”にて全米ビルボードチャートへ初ランクインを果たした。
7月3日、配信シングル「NEWSmile」をデジタルリリース。メンバーが作詞などを手がけたセルフプロデュース楽曲で、『めざまし8』のテーマソングに起用された。
8月5日 - 10月19日、アリーナツアー『2023 JO1 2ND ARENA LIVE TOUR 'BEYOND THE DARK’』を開催。ツアー初日にグループ初となる単独ドーム公演の開催決定が発表された。
8月7日、配信シングル「RadioVision」をデジタルリリース。「一緒に楽しむ今この瞬間が思い出になる」「なんてことない今日もいつか思い出になる日が来る」というメッセージが込められた楽曲で、歌詞には「Shine A Light」や「With Us」といったJO1の曲名が散りばめられている。
8月31日、配信シングル「Gradation」をデジタルリリース。白岩が主演する映画『夜が明けたら、いちばんに君に会いにいく』の主題歌として書き下ろされた。
9月20日、3rdアルバム『EQUINOX』をリリース。オリコンデイリーアルバムランキング、週間アルバムランキング、週間合算アルバムランキングで1位を獲得。また、週間デジタルアルバムランキングでも1位を獲得したことにより、グループ初のオリコン週間音楽ランキング3冠を達成した。
11月1日 - 12月8日、ジャカルタ・バンコク・台北・上海をまわるグループ初のアジアツアー『2023 JO1 1ST ASIA TOUR 'BEYOND THE DARK' LIMITED EDITION』を開催。
11月24日 - 25日、アリーナツアー『2023 JO1 2ND ARENA LIVE TOUR 'BEYOND THE DARK’』の締めくくりを『'BEYOND THE DARK:RISE'』と称し、京セラドーム大阪にてグループ初の単独ドーム公演を2日間開催。8月から4ヶ月にわたる本ツアーは全15公演におよび、延べ20万人を動員した。
12月31日、『第74回NHK紅白歌合戦』に2年連続出場。白組トップバッターとして『NEWSmile』を披露した。

### 2024年: 大型野外フェス初出演、ファンイベント開催
1月8日、Blu-rayシングル「Your Key」をデジタルリリース。TVアニメ『七つの大罪 黙示録の四騎士』オープニングテーマに起用された。
1月24日、2nd写真集「Unbound」を発売。オリコン週間写真集ランキングで2位を獲得。撮影は全てアメリカのロサンゼルスで行われた。タイトル「Unbound」は「解き放たれた」を意味し、「新たなJO1を解き放つ」をテーマに作られた約3年ぶりとなる写真集である。
2月19日、配信シングル「Aqua」をデジタルリリース。ブランドアンバサダーを務めるヘアケアブランド「Sorule」のCMソングとして書き下ろされた。
5月23日 - 29日、『M COUNTDOWN』を始めとする6つの韓国音楽番組に出演。韓国デビューをしていないアーティストとしては、異例の快挙を果たした。
5月29日、8thシングル『HITCHHIKER』をリリース。オリコンデイリーシングルランキング、週間シングルランキングで1位を獲得。Billboard JAPAN週間シングル・セールス・チャートで1位を記録。リード曲「Love seeker」がBillboard JAPAN Japan Hot 100で1位を記録。初週売上は73.8万枚を超え、グループ最高売上を更新した。
6月7日、Spotifyの月間リスナー数が100万人を突破。
7月27日 - 28日、4年ぶり2度目のファンミーティング『2024 JO1 “JAM感謝祭” 〜SUMMER FESTIVAL〜』をKアリーナ横浜にて開催。また、9月には本イベントの模様が独占インタビュー付きの特別版としてCS放送TBSチャンネル1で放送された。
8月17日 - 18日、国内最大級の音楽フェス『SUMMER SONIC 2024』に初出演。17日は万博記念公園、18日は幕張メッセで自身の夏フェス初となるバンド編成で全11曲を披露した。
9月21日、『ROCK IN JAPAN FESTIVAL 2024』に初出演。国営ひたち海浜公園のGRASS STAGEで、最新シングル「WHERE DO WE GO」を含む全13曲を披露した。
10月2日、9thシングル『WHERE DO WE GO』をリリース。オリコンデイリーシングルランキング、週間シングルランキング、週間合算シングルランキングで1位を獲得。初週売上は73.2万枚を超え、Billboard JAPAN週間シングル・セールス・チャートで1位を記録。
11月23日 - 12月28日、ライブツアー『JO1DER SHOW 2024 ‘WHEREVER WE ARE’』を開催。また、世界最大のライブエンターテインメント企業であるライブネーションの日本法人ライブネーションジャパンと日本人アーティストとして初のパートナーシップを締結。2025年にグループ初のワールドツアーを開催することが発表された。
12月4日、「2024年 Spotify年間ランキング」が発表され、「国内で最もSNS上にシェアされたアーティスト」部門で1位を獲得。また、「国内で最もSNS上にシェアされた楽曲」部門では、1位に『Love seeker』4位に『WHERE DO WE GO』9位に『Your Key』がランクインし、3曲がトップ10入りを果たした。
12月31日、『第75回NHK紅白歌合戦』に3年連続出場。

### 2025年: 初のワールドツアー、ベストアルバム発売
2月15日 - 3月30日、台北公演を皮切りに初のワールドツアー『JO1 WORLD TOUR JO1DER SHOW 2025 ‘WHEREVER WE ARE’』を開催。ソウル・BLUE SQUARE MasterCard Hallで開催された韓国公演では、初パフォーマンスとなる新曲「BE CLASSIC」を韓国語で歌唱した。
3月14日、FOX 5のトーク番組『Good Day New York』に出演し、アメリカのテレビ番組へ初出演を果たした。ファンがSNS上で呼びかけたことで番組への出演が決定し、番組側と所属事務所側を繋ぐ形となった。
3月18日、アメリカ最大級の音楽授与式『iHeartRadio Music Awards 2025』に日本人アーティストとして初参加し、レッドカーペットに登場した。
4月2日、初のベストアルバム『BE CLASSIC』をリリース。ファン投票によって収録曲が決定されたほか、タイトル曲「BE CLASSIC」を含む新曲5曲とロックアレンジされたデビュー曲「無限大 (INFINITY) 2025」が収録されている。オリコンデイリーアルバムランキング、週間アルバムランキングで1位を獲得。初週売上は33.4万枚を超え、Billboard JAPAN週間アルバム・セールス・チャートで1位を記録。アルバムの売上枚数としては、グループ最高を更新し、前作の3rdアルバム『EQUINOX』に続き、3作連続にして通算3作目の1位獲得となった。
4月8日、アメリカで最も権威のあるラジオチャート『Mediabase Top 100 Radio Airplay』に、新曲「BE CLASSIC」がリリースから1週間で94位にランクインを果たし、最高41位を記録した。本チャートにおける100位以内へのランクインは、日本のボーイズグループとして史上初の快挙である。また、同月28日にリリースされた「BE CLASSIC (English ver.)」は34位を記録し、日本のボーイズグループ史上最高順位を更新した。
4月20日 - 21日、『JO1DER SHOW 2025 'WHEREVER WE ARE' IN TOKYO DOME』でグループ初となる東京ドーム単独公演を2日間に渡って開催した。国内4都市14公演、海外6都市8公演のツアーのラストを飾った本公演は、2日間で約10万人を動員し、ツアー全体で約25万人を動員した。
4月28日、「BE CLASSIC」の英語バージョンがサプライズでデジタルリリースされた。
4月29日、アメリカのドジャー・スタジアムで行われたロサンゼルス・ドジャースとマイアミ・マーリンズのメジャーリーグの試合イベント『Japanese Heritage Night』に出演し、最新曲「BE CLASSIC (English ver.)」を含む、全4曲をライブパフォーマンスした。また、地域社会への貢献活動を行うロサンゼルス・ドジャース財団へ、5万ドルの寄付をした。
5月12日、配信シングル「Be brave!」をデジタルリリース。豆原が初主演する映画『BADBOYS -THE MOVIE-』の主題歌として書き下ろされ、河野と金城が作詞を担当した。
6月20日、鶴房が当面の間、活動休止することが所属事務所の公式サイトで発表された。鶴房の活動休止中の期間は10名で活動を続ける。
7月4日、ドキュメンタリー映画第2弾『JO1 THE MOVIE『未完成』-Bon Voyage-』が東宝系にて全国公開。これを記念して「Bon Voyage」のライブバージョンがサプライズでデジタルリリースされた。
8月17日、国内最大級の音楽フェス『SUMMER SONIC 2025』に出演。ZOZOマリンスタジアムのメインステージ「MARINE STAGE」で初披露の「ひらく」を含む全11曲を披露した。
8月18日、配信シングル「ひらく」をデジタルリリース。豆原が市毛良枝とW主演を務める映画『富士山と、コーヒーと、しあわせの数式』の主題歌として書き下ろされ、シンガーソングライターの秦基博が作詞・作曲を手がけたミディアムバラード曲。
10月18日 - 19日、グループ初の野外単独ライブとなる、デビュー5周年を記念したスペシャルイベント『JO1 5th Anniversary 〜祭り〜』を海の森水上競技場 特設会場にて開催予定。
10月22日、10thシングル『Handz In My Pocket』をリリース予定。

## メンバー
| 名前      | 名前                | 生年月日               | 身長    | 血液型 | 出身地 | メンバーカラー | ポジション                                           |
| 漢字      | 仮名                | 生年月日               | 身長    | 血液型 | 出身地 | メンバーカラー | ポジション                                           |
| --------- | ------------------- | ---------------------- | ------- | ------ | ------ | -------------- | ---------------------------------------------------- |
| 大平 祥生 | おおひら しょうせい | 2000年4月13日（25歳）  | 177cm   | A型    | 京都府 | イエロー       | リードラッパー リードダンサー                        |
| 川尻 蓮   | かわしり れん       | 1997年3月2日（28歳）   | 174.3cm | O型    | 福岡県 | ブルー         | パフォーマンスリーダー メインダンサー リードボーカル |
| 川西 拓実 | かわにし たくみ     | 1999年6月23日（26歳）  | 170cm   | B型    | 兵庫県 | ピンク         | リードボーカル リードダンサー                        |
| 木全 翔也 | きまた しょうや     | 2000年4月5日（25歳）   | 172.4cm | A型    | 愛知県 | ライトパープル | リードラッパー サブリーダー(自称)                    |
| 金城 碧海 | きんじょう すかい   | 2000年5月6日（25歳）   | 180cm   | A型    | 大阪府 | ブラック       | メインボーカル                                       |
| 河野 純喜 | こうの じゅんき     | 1998年1月20日（27歳）  | 175.1cm | O型    | 奈良県 | ライトブルー   | ボーカルリーダー メインボーカル                      |
| 佐藤 景瑚 | さとう けいご       | 1998年7月29日（27歳）  | 182.4cm | A型    | 愛知県 | キャメル       | サブボーカル リードダンサー                          |
| 白岩 瑠姫 | しろいわ るき       | 1997年11月19日（27歳） | 175cm   | O型    | 東京都 | ホワイト       | サブラッパー サブボーカル サブダンサー               |
| 鶴房 汐恩 | つるぼう しおん     | 2000年12月11日（24歳） | 179cm   | A型    | 滋賀県 | グレー         | メインラッパー                                       |
| 豆原 一成 | まめはら いっせい   | 2002年5月30日（23歳）  | 174cm   | O型    | 岡山県 | レッド         | リードダンサー サブボーカル                          |
| 與那城 奨 | よなしろ しょう     | 1995年10月25日（29歳） | 180cm   | O型    | 沖縄県 | グリーン       | リーダー メインボーカル                              |

## ディスコグラフィ

### シングル

#### CDシングル
|      | 発売日         | タイトル           | オリコン                   | 形態                                 | 規格品番   | RIAJ認定 ディスク  |
| ---- | -------------- | ------------------ | -------------------------- | ------------------------------------ | ---------- | ------------------ |
| 1st  | 2020年3月4日   | PROTOSTAR          | 1位                        | 初回限定盤A（CD+DVD）                | YRCS-90173 | プラチナ           |
| 1st  | 2020年3月4日   | PROTOSTAR          | 1位                        | 初回限定盤B（CD+フォトブックレット） | YRCS-90174 | プラチナ           |
| 1st  | 2020年3月4日   | PROTOSTAR          | 1位                        | 通常盤（CD）                         | YRCS-90175 | プラチナ           |
| 2nd  | 2020年8月26日  | STARGAZER          | 1位                        | 初回限定盤A（CD+DVD）                | YRCS-90181 | プラチナ           |
| 2nd  | 2020年8月26日  | STARGAZER          | 1位                        | 初回限定盤B（CD+フォトブックレット） | YRCS-90182 | プラチナ           |
| 2nd  | 2020年8月26日  | STARGAZER          | 1位                        | 通常盤（CD）                         | YRCS-90183 | プラチナ           |
| 3rd  | 2021年4月28日  | CHALLENGER         | 1位                        | 初回限定盤A（CD+DVD）                | YRCS-90189 | プラチナ           |
| 3rd  | 2021年4月28日  | CHALLENGER         | 1位                        | 初回限定盤B（CD+フォトブックレット） | YRCS-90190 | プラチナ           |
| 3rd  | 2021年4月28日  | CHALLENGER         | 1位                        | 通常盤（CD）                         | YRCS-90191 | プラチナ           |
| 4th  | 2021年8月18日  | STRANGER           | 1位                        | 初回限定盤A（CD+DVD）                | YRCS-90196 | プラチナ           |
| 4th  | 2021年8月18日  | STRANGER           | 1位                        | 初回限定盤B（CD+フォトブックレット） | YRCS-90197 | プラチナ           |
| 4th  | 2021年8月18日  | STRANGER           | 1位                        | 通常盤（CD）                         | YRCS-90198 | プラチナ           |
| 5th  | 2021年12月15日 | WANDERING          | 1位                        | 初回限定盤A（CD+DVD）                | YRCS-90202 | ダブル・プラチナ   |
| 5th  | 2021年12月15日 | WANDERING          | 1位                        | 初回限定盤B（CD+フォトブックレット） | YRCS-90203 | ダブル・プラチナ   |
| 5th  | 2021年12月15日 | WANDERING          | 1位                        | 通常盤（CD）                         | YRCS-90204 | ダブル・プラチナ   |
| 5th  | 2021年12月15日 | WANDERING          | 1位                        | アニメ盤（CD）                       | YRCS-90205 | ダブル・プラチナ   |
| 6th  | 2022年10月12日 | MIDNIGHT SUN       | 1位                        | 初回限定盤A（CD+DVD）                | YRCS-90220 | ダブル・プラチナ   |
| 6th  | 2022年10月12日 | MIDNIGHT SUN       | 1位                        | 初回限定盤B（CD+DVD）                | YRCS-90221 | ダブル・プラチナ   |
| 6th  | 2022年10月12日 | MIDNIGHT SUN       | 1位                        | 通常盤（CD）                         | YRCS-90222 | ダブル・プラチナ   |
| 7th  | 2023年4月5日   | TROPICAL NIGHT     | 1位                        | 初回限定盤A（CD+DVD）                | YRCS-90223 | ダブル・プラチナ   |
| 7th  | 2023年4月5日   | TROPICAL NIGHT     | 1位                        | 初回限定盤B（CD+DVD）                | YRCS-90224 | ダブル・プラチナ   |
| 7th  | 2023年4月5日   | TROPICAL NIGHT     | 1位                        | 通常盤（CD）                         | YRCS-90225 | ダブル・プラチナ   |
| 8th  | 2024年5月29日  | HITCHHIKER         | 1位                        | 初回限定盤A（CD+DVD）                | YRCS-90243 | トリプル・プラチナ |
| 8th  | 2024年5月29日  | HITCHHIKER         | 1位                        | 初回限定盤B（CD+DVD）                | YRCS-90244 | トリプル・プラチナ |
| 8th  | 2024年5月29日  | HITCHHIKER         | 1位                        | 通常盤（CD）                         | YRCS-90245 | トリプル・プラチナ |
| 9th  | 2024年10月2日  | WHERE DO WE GO     | 1位                        | 初回限定盤A（CD+DVD）                | YRCS-90255 | トリプル・プラチナ |
| 9th  | 2024年10月2日  | WHERE DO WE GO     | 1位                        | 初回限定盤B（CD+DVD）                | YRCS-90256 | トリプル・プラチナ |
| 9th  | 2024年10月2日  | WHERE DO WE GO     | 1位                        | 通常盤（CD）                         | YRCS-90257 | トリプル・プラチナ |
| 10th | 2025年10月22日 | Handz In My Pocket |                            | 初回限定盤A（CD+DVD）                | YRCS-90266 |                    |
| 10th | 2025年10月22日 | Handz In My Pocket | 初回限定盤B（CD+DVD）      | YRCS-90267                           |            |                    |
| 10th | 2025年10月22日 | Handz In My Pocket | 通常盤（CD）               | YRCS-90268                           |            |                    |
| 10th | 2025年10月22日 | Handz In My Pocket | FC限定盤（CD、ソロ全11種） | YRCF-90043〜90053                    |            |                    |

#### 配信限定シングル
|      | 配信日         | タイトル                                               | Billboard Hot 100 | 規格                   | 収録アルバム   | 備考 |
| ---- | -------------- | ------------------------------------------------------ | ----------------- | ---------------------- | -------------- | ---- |
| 1st  | 2021年1月20日  | 伝えられるなら                                         | 78位              | デジタル・ダウンロード | CHALLENGER     |      |
| 2nd  | 2021年6月25日  | Dreaming Night                                         | 85位              | デジタル・ダウンロード | STRANGER       |      |
| 3rd  | 2021年7月7日   | Freedom                                                | 82位              | デジタル・ダウンロード | STRANGER       |      |
| -    | 2021年9月8日   | OH-EH-OH（Band Ver.）                                  | ‐                 | デジタル・ダウンロード | 未収録         |      |
| -    | 2021年9月8日   | GrandMaster（Band Ver.）                               | ‐                 | デジタル・ダウンロード | 未収録         |      |
| 4th  | 2021年9月15日  | Run&Go                                                 | ‐                 | デジタル・ダウンロード | WANDERING      |      |
| 5th  | 2021年10月11日 | Prologue                                               | 49位              | デジタル・ダウンロード | WANDERING      |      |
| 6th  | 2022年2月14日  | Dreamer                                                | 35位              | デジタル・ダウンロード | KIZUNA         |      |
| 7th  | 2022年3月4日   | 飛べるから                                             | 42位              | デジタル・ダウンロード | BE CLASSIC     |      |
| 8th  | 2022年4月2日   | Move The Soul                                          | 19位              | デジタル・ダウンロード | KIZUNA         |      |
| 9th  | 2022年4月21日  | YOLO-konde                                             | 54位              | デジタル・ダウンロード | BE CLASSIC     |      |
| 10th | 2022年6月16日  | ALL HOURS                                              | 67位              | デジタル・ダウンロード | 未収緑         |      |
| 11th | 2023年1月19日  | We Good                                                | 66位              | デジタル・ダウンロード | TROPICAL NIGHT |      |
| 12th | 2023年2月8日   | Romance                                                | 71位              | デジタル・ダウンロード | TROPICAL NIGHT |      |
| 13th | 2023年7月3日   | NEWSmile                                               | 58位              | デジタル・ダウンロード | EQUINOX        |      |
| 14th | 2023年8月7日   | RadioVision                                            | ‐                 | デジタル・ダウンロード | EQUINOX        |      |
| 15th | 2023年8月31日  | Gradation                                              | ‐                 | デジタル・ダウンロード | EQUINOX        |      |
| 16th | 2023年10月20日 | Eyes On Me (feat.R3HAB)                                | ‐                 | デジタル・ダウンロード | 未収録         |      |
| 17th | 2023年11月8日  | HIDEOUT                                                | ‐                 | デジタル・ダウンロード | 未収録         |      |
| -    | 2023年12月10日 | DOMINO (JO1 ver.)                                      | ‐                 | デジタル・ダウンロード | 未収録         |      |
| -    | 2023年12月12日 | Black Out (JO1 ver.)                                   | ‐                 | デジタル・ダウンロード | 未収録         |      |
| 18th | 2024年1月7日   | Your Key                                               | 60位              | デジタル・ダウンロード | 未収録         |      |
| 19th | 2024年1月19日  | WOW WAR TONIGHT 〜時には起こせよムーヴメント(JO1 ver.) | ‐                 | デジタル・ダウンロード | 未収録         |      |
| 20th | 2024年2月19日  | Aqua                                                   | 45位              | デジタル・ダウンロード | HITCHHIKER     |      |
| 21st | 2024年3月26日  | HAPPY UNBIRTHDAY                                       | 72位              | デジタル・ダウンロード | BE CLASSIC     |      |
| 22nd | 2024年6月30日  | Believe in You                                         | ‐                 | デジタル・ダウンロード | WHERE DO WE GO |      |
| 23rd | 2024年12月7日  | JOin us!!                                              | 70位              | デジタル・ダウンロード | BE CLASSIC     |      |
| -    | 2025年4⽉28日  | BE CLASSIC (English ver.)                              | ‐                 | デジタル・ダウンロード | 未収録         |      |
| 24th | 2025年5⽉12日  | Be brave!                                              | 99位              | デジタル・ダウンロード | 未収録         |      |
| -    | 2025年7⽉4日   | Bon Voyage (LIVE)                                      | ‐                 | デジタル・ダウンロード | 未収録         |      |
| 25th | 2025年8⽉18日  | ひらく                                                 |                   | デジタル・ダウンロード | 未収録         |      |

|   | 配信日        | タイトル                            | 規格                   | 収録アルバム | 備考 |
| - | ------------- | ----------------------------------- | ---------------------- | ------------ | ---- |
| - | 2022年5月30日 | 僕らの季節 - From THE FIRST TAKE    | デジタル・ダウンロード | 未収録       |      |
| - | 2022年5月30日 | Move The Soul - From THE FIRST TAKE | デジタル・ダウンロード | 未収録       |      |

#### Blu-rayシングル
|     | 発売日        | タイトル | オリコン | 形態                                | 規格品番   | RIAJ認定 ディスク |
| --- | ------------- | -------- | -------- | ----------------------------------- | ---------- | ----------------- |
| 1st | 2024年3月27日 | Your Key | 1位      | 初回生産限定 アニメ盤（Blu-ray+CD） | YRXS-80069 | ゴールド          |
| 1st | 2024年3月27日 | Your Key | 1位      | 初回生産限定 JO1盤（Blu-ray+CD）    | YRXS-80070 | ゴールド          |

### アルバム

#### オリジナルアルバム
|     | 発売日         | タイトル | オリコン | 形態                                      | 規格品番   | RIAJ認定 ディスク |
| --- | -------------- | -------- | -------- | ----------------------------------------- | ---------- | ----------------- |
| 1st | 2020年11月25日 | The STAR | 1位      | 初回限定盤Red（CD+DVD）                   | YRCS-95102 | ゴールド          |
| 1st | 2020年11月25日 | The STAR | 1位      | 初回限定盤Green（CD+フォトブック）        | YRCS-95103 | ゴールド          |
| 1st | 2020年11月25日 | The STAR | 1位      | 初回限定盤Blue（CD+アコーディオンカード） | YRCS-95104 | ゴールド          |
| 1st | 2020年11月25日 | The STAR | 1位      | 通常盤（CD+ソロポスター）                 | YRCS-95105 | ゴールド          |
| 2nd | 2022年5月25日  | KIZUNA   | 1位      | 初回限定盤A（CD+DVD）                     | YRCS-95107 | プラチナ          |
| 2nd | 2022年5月25日  | KIZUNA   | 1位      | 初回限定盤B（CD+フォトブック）            | YRCS-95108 | プラチナ          |
| 2nd | 2022年5月25日  | KIZUNA   | 1位      | 通常盤（CD+ソロポスター）                 | YRCS-95109 | プラチナ          |
| 2nd | 2022年5月25日  | KIZUNA   | 1位      | アニメ盤（CD）                            | YRCS-95110 | プラチナ          |
| 2nd | 2022年5月25日  | KIZUNA   | 1位      | FC限定盤（CD）                            | YRCF-91005 | プラチナ          |
| 3rd | 2023年9月20日  | EQUINOX  | 1位      | 初回限定盤A（CD+DVD）                     | YRCS-95114 | プラチナ          |
| 3rd | 2023年9月20日  | EQUINOX  | 1位      | 初回限定盤B（CD+DVD）                     | YRCS-95115 | プラチナ          |
| 3rd | 2023年9月20日  | EQUINOX  | 1位      | 通常盤（CD）                              | YRCS-95116 | プラチナ          |
| 3rd | 2023年9月20日  | EQUINOX  | 1位      | FC限定盤（CD）                            | YRCF-91018 | プラチナ          |

#### ベストアルバム
|     | 発売日       | タイトル   | オリコン | 形態                  | 規格品番   | RIAJ認定 ディスク |
| --- | ------------ | ---------- | -------- | --------------------- | ---------- | ----------------- |
| 1st | 2025年4月2日 | BE CLASSIC | 1位      | 初回限定盤A（CD+DVD） | YRCS-95124 | プラチナ          |
| 1st | 2025年4月2日 | BE CLASSIC | 1位      | 初回限定盤B（CD+DVD） | YRCS-95125 | プラチナ          |
| 1st | 2025年4月2日 | BE CLASSIC | 1位      | 通常盤（CD）          | YRCS-95126 | プラチナ          |
| 1st | 2025年4月2日 | BE CLASSIC | 1位      | FC限定盤（CD+DVD）    | YRCF-91020 | プラチナ          |

#### ライブアルバム
| 配信日        | タイトル                                                                  | オリコン | 規格                   |
| ------------- | ------------------------------------------------------------------------- | -------- | ---------------------- |
| 2024年11月6日 | 2023 JO1 2ND ARENA LIVE TOUR 'BEYOND THE DARK:RISE in KYOCERA DOME OSAKA' | 8位      | デジタル・ダウンロード |

### 参加楽曲
| タイトル  | 発売日        | 備考 |
| --------- | ------------- | --- |
| OUTSIDERS | 2022年5月25日 | SawanoHiroyuki[nZk]の11thシングル『OUTSIDERS』に収録。ゲストボーカルとして河野・與那城が参加。テレビアニメ『群青のファンファーレ』エンディングテーマ。 |

### ミュージックビデオ
| 公開日         | タイトル                                | リンク      |
| -------------- | --------------------------------------- | ----------- |
| 2020年2月17日  | 無限大 (INFINITY)                       | [ 動画 1 ]  |
| 2020年2月29日  | 無限大 (INFINITY) (MV Performance Ver.) | [ 動画 2 ]  |
| 2020年8月26日  | OH-EH-OH                                | [ 動画 3 ]  |
| 2020年11月10日 | Shine A Light                           | [ 動画 4 ]  |
| 2021年3月24日  | Born To Be Wild                         | [ 動画 5 ]  |
| 2021年7月30日  | REAL                                    | [ 動画 6 ]  |
| 2021年8月21日  | STAY (SUMEER VER.)                      | [ 動画 7 ]  |
| 2021年11月24日 | 僕らの季節                              | [ 動画 8 ]  |
| 2022年2月15日  | Dreamer                                 | [ 動画 9 ]  |
| 2022年3月5日   | 飛べるから                              | [ 動画 10 ] |
| 2022年5月3日   | With Us                                 | [ 動画 11 ] |
| 2022年10月12日 | SuperCali                               | [ 動画 12 ] |
| 2023年3月24日  | Tiger                                   | [ 動画 13 ] |
| 2023年7月23日  | NEWSmile                                | [ 動画 14 ] |
| 2023年8月21日  | RadioVision                             | [ 動画 15 ] |
| 2023年9月17日  | Venus                                   | [ 動画 16 ] |
| 2023年11月2日  | Eyes On Me (feat.R3HAB)                 | [ 動画 17 ] |
| 2024年2月1日   | Your Key                                | [ 動画 18 ] |
| 2024年5月12日  | Love seeker                             | [ 動画 19 ] |
| 2024年9月9日   | WHERE DO WE GO                          | [ 動画 20 ] |
| 2025年3月24日  | BE CLASSIC                              | [ 動画 21 ] |

### 未音源化曲
| タイトル                  | 備考 |
| ------------------------- | --- |
| Dance Type Beat           | 「OH-EH-OH」1000万回再生達成公約動画の一つとして公開された「JO1 ATELIER」楽曲。 動画内では川尻蓮、佐藤景瑚、白岩瑠姫、豆原一成がダンスを披露している。 2021年初の有観客ライブ「OPEN THE DOOR」最終公演で披露され、同公演の映像作品に収録された。 |
| GO (Korean Ver.)          | 「GO」の韓国語バージョン。「OH-EH-OH」1000万回再生達成公約動画の一つとして公開された「JO1 ATELIER」楽曲で、動画内では金城碧海が歌唱している。 |
| Get Back                  | 「OH-EH-OH」1000万回再生達成公約動画の一つとして公開された「JO1 ATELIER」楽曲。 大平祥生、川西拓実、木全翔也、鶴房汐恩が作詞を担当した。動画内では作詞を担当した4人が歌唱している。                                                              |
| PROCESS JO1テーマソング   | 2021年に公開されたYouTubeコンテンツ「PROCESS JO1」のテーマソング。 オープニングを河野純喜、劇中挿入歌を川西拓実、エンディングを川尻蓮、次回予告楽曲を木全翔也が制作を担当した。                                                                  |
| Don't Look Back           | Amazon Prime Video独占配信ドラマ『ショートプログラム』「Dreamer」劇中歌。作曲:肥川成希、作詞:HASEGAWA |
| With Us (Korean Ver.)     | 「With Us」の韓国語バージョン。M COUNTDOWNで初披露した。 |
| SuperCali (Korean Ver.)   | 「SuperCali」の韓国語バージョン。KCON 2022 JAPANで初披露した。 |
| Phobia (Korean Ver.)      | 「Phobia」の韓国語バージョン。KCON 2023 THAILANDで初披露した。 |
| 君のまま (Korean Ver.)    | 「君のまま」の韓国語バージョン。韓国語タイトルは「그대 그대로」。河野純喜が韓国語詞を担当し、レギュラーを務めたNHKEテレ『ハングルッ!ナビ』の最終回で披露した。                                                                                   |
| Tiger (Korean Ver.)       | 「Tiger」の韓国語バージョン。M COUNTDOWNで初披露した。 |
| RadioVison (Korean Ver.)  | 「RadioVison」の韓国語バージョン。KCON 2023 LAで初披露した。 |
| Venus (Korean Ver.)       | 「Venus」の韓国語バージョン。M COUNTDOWNで初披露した。 |
| We Can Fly                | 2023年のアリーナツアー「BEYOND THE DARK」で初披露した。木全翔也、大平祥生、鶴房汐恩によるユニット楽曲。 |
| Fairytale Epilogue        | 2023年初のドーム公演「BEYOND THE DARK:RISE in KYOCERA DOME OSAKA」で初披露した。川尻蓮と白岩瑠姫によるユニットパフォーマンス。 |
| Breaking The Rules        | 2023年初のドーム公演「BEYOND THE DARK:RISE in KYOCERA DOME OSAKA」で初披露した。川西拓実、佐藤景瑚、豆原一成によるユニット楽曲。 |
| Love seeker (Korean Ver.) | 「Love seeker」の韓国語バージョン。「KCON JAPAN 2024」で初披露した。 |
| サンタさんへ。            | 2024年、JO1結成日である12月11日に開催された「JO1DER SHOW」神戸公演で初披露。作詞・共作曲は川西拓実。 |
| BE CLASSIC (Korean Ver.)  | 「BE CLASSIC」の韓国語バージョン。2025年の「JO1DER SHOW」韓国公演で初披露した。 |

### 映像作品
| 発売日         | タイトル                                                                  | 形態                   | 販売元                   | 備考            |
| -------------- | ------------------------------------------------------------------------- | ---------------------- | ------------------------ | --------------- |
| 2020年6月29日  | PRODUCE 101 JAPAN 番外編 〜JO1誕生までの軌跡〜                            | Blu-ray-BOX            | LAPONEエンタテインメント | FC限定販売      |
| 2020年6月29日  | PRODUCE 101 JAPAN 番外編 〜JO1誕生までの軌跡〜                            | DVD-BOX                | LAPONEエンタテインメント | FC限定販売      |
| 2021年7月29日  | JO1 Live Streaming Concert STARLIGHT：DELUXE                              | Blu-ray                | LAPONEエンタテインメント | FC限定予約販売  |
| 2021年7月29日  | JO1 Live Streaming Concert STARLIGHT：DELUXE                              | DVD                    | LAPONEエンタテインメント | FC限定予約販売  |
| 2022年3月9日   | 2021 JO1 LIVE “OPEN THE DOOR”                                             | Blu-ray                | LAPONEエンタテインメント | [ 224 ] [ 225 ] |
| 2022年3月9日   | 2021 JO1 LIVE “OPEN THE DOOR”                                             | DVD                    | LAPONEエンタテインメント | [ 224 ] [ 225 ] |
| 2023年1月12日  | JO1 THE MOVIE 『未完成』 Go to the TOP                                    | Blu-ray                | LAPONEエンタテインメント | -               |
| 2023年1月12日  | JO1 THE MOVIE 『未完成』 Go to the TOP                                    | DVD                    | LAPONEエンタテインメント | -               |
| 2023年3月15日  | 2022 JO1 1ST ARENA LIVE TOUR ‘KIZUNA’                                     | Blu-ray                | LAPONEエンタテインメント | -               |
| 2023年3月15日  | 2022 JO1 1ST ARENA LIVE TOUR ‘KIZUNA’                                     | DVD                    | LAPONEエンタテインメント | -               |
| 2023年3月15日  | 2022 JO1 1ST ARENA LIVE TOUR ‘KIZUNA’                                     | FC限定版 Blu-ray       | LAPONEエンタテインメント | FC限定販売      |
| 2023年3月15日  | 2022 JO1 1ST ARENA LIVE TOUR ‘KIZUNA’                                     | FC限定版 DVD           | LAPONEエンタテインメント | FC限定販売      |
| 2023年11月15日 | LAPOSTA 2023                                                              | 数量限定豪華版 Blu-ray | LAPONEエンタテインメント | FC限定販売      |
| 2023年11月15日 | LAPOSTA 2023                                                              | 数量限定豪華版 DVD     | LAPONEエンタテインメント | FC限定販売      |
| 2023年11月15日 | LAPOSTA 2023                                                              | Blu-ray                | LAPONEエンタテインメント | FC限定販売      |
| 2023年11月15日 | LAPOSTA 2023                                                              | DVD                    | LAPONEエンタテインメント | FC限定販売      |
| 2024年8月21日  | LAPOSTA 2024                                                              | FC限定版 Blu-ray       | LAPONEエンタテインメント | FC限定販売      |
| 2024年8月21日  | LAPOSTA 2024                                                              | FC限定版 DVD           | LAPONEエンタテインメント | FC限定販売      |
| 2024年11月6日  | 2023 JO1 2ND ARENA LIVE TOUR 'BEYOND THE DARK:RISE in KYOCERA DOME OSAKA' | 通常版 Blu-ray         | LAPONEエンタテインメント | -               |
| 2024年11月6日  | 2023 JO1 2ND ARENA LIVE TOUR 'BEYOND THE DARK:RISE in KYOCERA DOME OSAKA' | 通常版 DVD             | LAPONEエンタテインメント | -               |
| 2024年11月6日  | 2023 JO1 2ND ARENA LIVE TOUR 'BEYOND THE DARK:RISE in KYOCERA DOME OSAKA' | FC限定版 Blu-ray       | LAPONEエンタテインメント | FC限定販売      |
| 2024年11月6日  | 2023 JO1 2ND ARENA LIVE TOUR 'BEYOND THE DARK:RISE in KYOCERA DOME OSAKA' | FC限定版 DVD           | LAPONEエンタテインメント | FC限定販売      |
| 2025年8月13日  | LAPOSTA 2025                                                              | FC限定版 Blu-ray       | LAPONEエンタテインメント | FC限定販売      |
| 2025年8月13日  | LAPOSTA 2025                                                              | FC限定版 DVD           | LAPONEエンタテインメント | FC限定販売      |

### 書籍
|   | 発売日        | タイトル | 最高位 | 販売元           |
| - | ------------- | -------- | ------ | ---------------- |
| 1 | 2021年1月27日 | Progress | 1位    | ヨシモトブックス |
| 2 | 2024年1月24日 | Unbound  | 2位    | 小学館           |

## タイアップ
| 起用年 | 楽曲                    | タイアップ |
| ------ | ----------------------- | --- |
| 2020年 | 無限大(INFINITY)        | テレビ朝日系『そんなコト考えた事なかったクイズ!トリニクって何の肉!?』エンディングテーマ 関西テレビ放送『千原ジュニアの座王』エンディングテーマ ABC-MART×NIKE「NIKE ONE」TV•CF テーマソング Amazonプライム・ビデオ『カラフル〜笑いの力で77億再生〜』オープニングテーマ |
| 2020年 | OH-EH-OH                | テレビ朝日系『そんなコト考えた事なかったクイズ!トリニクって何の肉!?』エンディングテーマ 朝日放送テレビ『やすとものいたって真剣です』エンディングテーマ 関西テレビ放送『ちゃちゃ入れマンデー』エンディングテーマ 岡山放送『ミルンへカモン! なんしょん?』オープニングテーマ Amazonプライム・ビデオ『カラフル〜笑いの力で77億再生〜』エンディングテーマ ABC-MART×NIKE「NIKE COURT VISION」TV•CF テーマソング |
| 2020年 | Shine A Light           | 関西テレビ放送『千原ジュニアの座王』エンディングテーマ 朝日放送テレビ『やすとものいたって真剣です』エンディングテーマ |
| 2021年 | 伝えられるなら          | ネスレ日本「キットカット『伝えるだけで、キット、いい』」CMテーマソング |
| 2021年 | Born To Be Wild         | ABC-MART×NIKE「NIKE AIR MAX INFINITY2」TV•CF テーマソング 朝日放送テレビ『芸能界常識チェック! 〜トリニクって何の肉!?〜』5～6月エンディングテーマ |
| 2021年 | Dreaming Night          | MBSテレビ系ドラマ特区『ラブファントム』オープニング主題歌 |
| 2021年 | Freedom                 | YSLフレグランス「リブレ」CMテーマソング |
| 2021年 | REAL                    | フジテレビ夏のイベント「THE ODAIBA 2021 バーチャル冒険アイランド」テーマソング 朝日放送テレビ『芸能界常識チェック! 〜トリニクって何の肉!?〜』8月エンディングテーマ |
| 2021年 | Run&Go                  | ネスレ日本「あなたの“推しキットカット”は？ 」CMテーマソング |
| 2021年 | Prologue                | テレビアニメ『BORUTO-ボルト- NARUTO NEXT GENERATIONS』エンディングテーマ |
| 2021年 | 僕らの季節              | 東京ドームシティウィンターイルミネーション メインツリー演出楽曲 |
| 2022年 | Dreamer                 | Amazon Prime Video独占配信ドラマ『ショートプログラム』主題歌 |
| 2022年 | 飛べるから              | ドキュメンタリー映画「JO1 THE MOVIE 『未完成』-Go to the TOP-」主題歌 |
| 2022年 | Move The Soul           | テレビアニメ『群青のファンファーレ』オープニングテーマ ABC『教えて！ニュースライブ正義のミカタ』5〜6月エンディングテーマ |
| 2022年 | With Us                 | KTV『かまいたちの机上の空論城』5〜6月エンディングテーマ |
| 2022年 | ALL HOURS               | JO1 × YSL BEAUTY FOR ALL HOURS LIQUID コラボレーション楽曲・CMソング |
| 2023年 | We Good                 | 読売テレビ・日本テレビ系 木曜ドラマ『しょうもない僕らの恋愛論』主題歌 |
| 2023年 | Romance                 | 関西テレビドラマ『ブルーバースデー』主題歌 ジェンダーレスアクセサリーブランド「CONCORDANCE」 登場篇 CMソング |
| 2023年 | NEWSmile                | フジテレビ系『めざまし8』テーマソング |
| 2023年 | Gradation               | 映画『夜が明けたら、いちばんに君に会いにいく』主題歌 |
| 2023年 | HIDEOUT                 | 映画『OUT』主題歌 |
| 2023年 | Eyes On Me (feat.R3HAB) | JO1 × YSL BEAUTY FOR COUTURE MINI CLUTCH タイアップソング |
| 2024年 | Your Key                | テレビアニメ『七つの大罪 黙示録の四騎士』第2クール オープニングテーマ |
| 2024年 | Test Drive              | 関西テレビ放送「千原ジュニアの座王」4月エンディングテーマ |
| 2024年 | Believe in You          | 映画『逃走中 THE MOVIE』主題歌 |
| 2024年 | JOin us!!               | JRA「2024年度有馬記念プロモーション」TVCMソング |
| 2025年 | Be brave!               | 映画『BADBOYS -THE MOVIE-』主題歌 |
| 2025年 | Bon Voyage              | ドキュメンタリー映画「JO1 THE MOVIE『未完成』-Bon Voyage-」主題歌 Hotto Motto（ほっともっと）「ほっともっと 夏のよくばり牛カレー」篇 TVCM使用楽曲 |
| 2025年 | ひらく                  | 映画『富士山と、コーヒーと、しあわせの数式』主題歌 |

## 出演

### テレビ
- JO1の星～JO1×NO1バトル～（2020年10月17日 - 2021年2月27日、フジテレビTWO）- 全10回。
- 異才FUTURE うたえミライの歌（2021年2月20日 - 3月20日、WOWOW）- 全3回[261]。
- トレスギJO1（2021年3月26日・7月16日、 フジテレビ・フジテレビTWO[262]）[263][264]
- JO1の星～金城碧海プレゼンツ！「S4の休日」～（2021年3月30日、フジテレビTWO）
- プレイリストJO1（2021年8月18日、ABCテレビ）[265]
- This is JO1 ~Go to the DREAM~（2022年3月30日、NHKBS8K）[266]
- JO1CX-TV（2022年8月19日 - 9月9日、フジテレビ・フジテレビTWO[262]）- 全4回[267]。
- そんなことより白飯だ！（2023年5月1日 - 、TBS系）- Nスタ内の特集コーナー[268]。
- JJJJO1（2023年5月20日・7月8日、NHK総合）[269][270]
- JO1CX-TV（2023年7月20日 - 8月24日、フジテレビ・フジテレビTWO[262]）- 全6回[271]。

#### 特別番組
- M-ON! SPECIAL 「JO1」〜STARGAZER〜（2020年8月26日、9月4日、MUSIC ON! TV）[272]
  - M-ON! SPECIAL 「JO1」〜The STAR〜（2020年11月24日、MUSIC ON! TV）[273]
  - M-ON! SPECIAL 「JO1」 〜EQUINOX〜（2023年9月23日、MUSIC ON! TV）[274]
- MTV Select 11: JO1（2020年9月5日、MTV Japan）[275]
- スペシャプラス！僕たちはJO1〜STARGAZER SPECIAL〜（2020年9月12日、スペースシャワーTV プラス）[276]

#### NHK紅白歌合戦出場歴
| 年度   | 放送回 | 回 | 曲目        |
| ------ | ------ | -- | ----------- |
| 2022年 | 第73回 | 初 | 無限大      |
| 2023年 | 第74回 | 2  | NEWSmile    |
| 2024年 | 第75回 | 3  | Love seeker |

### ラジオ
- 文化放送ライオンズナイタースペシャル日本を音楽でアゲる! JO1 無限大Radio（2020年4月30日、文化放送） - スタジオ出演は與那城奨、白岩瑠姫、河野純喜[277]
- Monthly Artist File-THE VOICE-（2021年8月1日・8日・15日・22日、TOKYO FM）- 全4回。2021年8月のパーソナリティとして出演[278]
- JO1のオールナイトニッポンX（2022年3月4日[279]・2022年4月7日 - 、ニッポン放送）[84]
- JO1のONE RADIO（2022年5月15日、FM大阪） - スタジオ出演は川西拓実、鶴房汐恩[280]

### 配信番組
- JO1 HOUSE（2020年2月27日 - 3月26日、GYAO!）-　タイトル公表前は「JO1の新番組（仮）※タイトルは自分たちで考えます！」と表記されていた[281]。全5回。
  - JO1 HOUSE season2 （2020年7月30日 - 10月8日、GYAO!）-全10回[282]。
  - JO1 HOUSE season3 （2021年5月6日 - 6月24日、GYAO!）- 全8回[283]。
- JO1 スターギャザーTV （2020年10月9日 - 12月25日、AbemaTV）- 全12回。
- PROCESS JO1（2021年7月2日 - 12月31日、YouTube） - 全27回[284]。
- ショート・プログラム（2022年3月1日配信、Amazonプライム・ビデオ）- 全12エピソード[285]
- JO1 X サンリオ新キャラ開発プロジェクト（2022年6月26日 - 11月7日、YouTube）- 全9回[286]。
- JO1 HELLO TOUR（2022年9月12日 - 10月3日、YouTube） - 全4回[287]。
- HOT JAPAN MOVIE（2022年11月27日 - 、YouTube）[288]

### 音声ドラマ
- 「5分後に恋の魔法が解けるまで 一番星見つけた」「5分後に恋の魔法が解けるまで 二度目の初恋」購入特典（2020年10月8日発売）[289]

### 映画
- JO1 THE MOVIE 『未完成』-Go to the TOP-（2022年3月11日公開、東宝）[285]

- JO1 THE MOVIE『未完成』-Bon Voyage-（2025年7月4日公開、東宝）[290]

### CM・広告
- Y!mobile ワイモバ学割「BIG Y!」（2020年2月）[291]
- ABC-MART×NIKE
  - 「NIKE ONE」（2020年3月）[292]
  - 「NIKE COURT VISION」（2020年11月）[293]
- ネスレ日本
  - 「“キットカット” ひと月遅れの卒業式 with JO1」（2020年3月30日）[294]
  - キットカット公式アンバサダー就任（2021年5月12日 - ）
- ファミリーマート ラブフラッペ「JO1 MEETS FRAPPE.」ファミマフラッペサポーター（2020年4月）[295][296]
- Francfranc「Fun Fun! Handy Fan!」（2020年6月10日 - 7月9日）[297]
- YSL
  - YSL BEAUTY オフィシャルビューティパートナー（2020年12月23日 - ）[298]
  - YSLフレグランス「リブレ」（2021年7月7日 - ）[299]
  - ジャパンアンバサダー（2022年1月5日 - ）[300]
- クレディセゾン Like♡by saison card 公式アンバサダー（2021年4月4日 - 2022年2月28日） [301]
- 大阪ガス JO1でんき アンバサダー（2021年）[302]
- TikTok
  - 「#TikTokに春が来た」アンバサダー（2022年）[303]
  - 「#ハロウィン」アンバサダー（2022年）[304]
- Space BD　スペースデリバリープロジェクト-RETURN TO EARTH- 公式アンバサダー（2022年）[305]
- 日本中央競馬会　JRA×JO1 ビギナーズファンファーレ（2022年）[306]
- 全国共済農業協同組合連合会 JA共済×JO1 秋の交通安全キャンペーン（2022年）[307]
- ガリバー
  - 「ガリバー史上最大のスーパー初売り」（2022年12月31日 - ）[308]
  - 「ガリバースーパーセール総決算編×JO1」（2023年1月21日 - ）[309]
- smart Web、ルミネエスト新宿 「Go to the FASHIONISTA!」（2023年2月22日 - 3月21日）[310]
- ラウンドワン「JO1 plays ROUND1！」（2023年4月29日 - ）[311]
- CONCORDANCE クリエイティブモデル（2023年6月19日 - ）[249]
- Uber Eats TBS音楽の日 特別CM（2023年7月15日）[312]
- Rainmakers「Sorule」ブランドアンバサダー（2024年2月16日 - ）[313]
- Hotto Motto（ほっともっと）「ほっともっと 夏のよくばり牛カレー」篇（2025年8月6日 - ）[260]

#### コラボレーション
- スイーツパラダイス「JO1×スイーツパラダイス コラボカフェ」（2020年8月1日 - 10月31日）[314]
- フリュー「CAOLABO」（2020年10月1日 - 10月31日）[315]
  - 「午前0時のタイムリミット」（2020年11月1日 - 12月30日）[316]
- タワーレコードカフェ
  - 「JO1 × TOWER RECORDS CAFE」※「The STAR」リリース記念（2020年11月13日 - 12月20日）[317]
  - 「JO1 × TOWER RECORDS CAFE」※「CHALLENGER」リリース記念（2021年4月16日 - 5月15日）[318]
  - 「JO1 × TOWER RECORDS CAFE」※「STRANGER」リリース記念（2021年8月17日 - 9月20日）[319]
  - 「JO1 × TOWER RECORDS CAFE」※「WANDERING」リリース記念（2021年11月26日 - 12月19日）[320]
  - 「JO1 × TOWER RECORDS CAFE」※「KIZUNA」リリース記念（2022年5月4日 - 6月5日）[321]
  - 「JO1 × TOWER RECORDS CAFE」※「MIDNIGHT SUN」リリース記念（2022年10月1日 - 10月31日）[322]
- カラオケ館「JO1×カラオケ館 コラボキャンペーン supported by LIVE DAM Ai」（2022年4月28日 - 6月30日）[323]
- サンリオ JO1×サンリオ新キャラ開発プロジェクト（2022年）[324]
- GMOインターネットグループ、三井不動産商業マネジメント、ANA X HOT JAPAN with JO1（2022年）[288]
- SHIBUYA109「SHIBUYA109 XMAS PARTY × JO1」、「MAGNET by SHIBUYA109 XMAS PARTY × JO1」（2022年12月1日 - 12月25日）[325]
- ラウンドワン「JO1 × ROUND1コラボキャンペーン」（2023年8月4日 - 10月27日）[326]
- Hotto Motto（ほっともっと）「夏のよくばり牛カレー」（2025年7月28日 - ）[327]

## イベント

### コンサート
| 年     | 公演名                                                   | 日程                     | 会場                                        |
| ------ | -------------------------------------------------------- | ------------------------ | ------------------------------------------- |
| 2020年 | JO1 1st Live Streaming Concert 'STARLIGHT'               | 12月19日                 | オンライン開催                              |
| 2021年 | JO1 Live Streaming Concert 'STARLIGHT DELUXE'            | 2月20日                  | オンライン開催                              |
| 2021年 | 2021 JO1 LIVE 'OPEN THE DOOR'                            | 11月19日、20日、21日     | 千葉 幕張メッセ国際展示場9~10ホール         |
| 2022年 | 2022 JO1 1ST ARENA LIVE TOUR 'KIZUNA'                    | 9月3日、4日              | 愛知 AICHI SKY EXPO ホールA                 |
| 2022年 | 2022 JO1 1ST ARENA LIVE TOUR 'KIZUNA'                    | 9月10日、11日            | 大阪 丸善インテックアリーナ大阪             |
| 2022年 | 2022 JO1 1ST ARENA LIVE TOUR 'KIZUNA'                    | 9月17日、18日、19日      | 神奈川 ぴあアリーナMM                       |
| 2022年 | 2022 JO1 1ST ARENA LIVE TOUR 'KIZUNA'                    | 9月21日、22日            | 福岡 マリンメッセ福岡 A館                   |
| 2022年 | 2022 JO1 1ST ARENA LIVE TOUR 'KIZUNA'                    | 10月22日、23日           | 東京 有明アリーナ                           |
| 2023年 | 2023 JO1 2ND ARENA LIVE TOUR 'BEYOND THE DARK'           | 8月5日、6日              | 東京 有明アリーナ                           |
| 2023年 | 2023 JO1 2ND ARENA LIVE TOUR 'BEYOND THE DARK'           | 8月30日、31日            | 愛知 日本ガイシホール                       |
| 2023年 | 2023 JO1 2ND ARENA LIVE TOUR 'BEYOND THE DARK'           | 9月5日、6日              | 宮城 セキスイハイムスーパーアリーナ         |
| 2023年 | 2023 JO1 2ND ARENA LIVE TOUR 'BEYOND THE DARK'           | 9月27日、28日            | 広島 広島グリーンアリーナ                   |
| 2023年 | 2023 JO1 2ND ARENA LIVE TOUR 'BEYOND THE DARK'           | 10月3日、4日             | 福岡 マリンメッセ福岡 A館                   |
| 2023年 | 2023 JO1 2ND ARENA LIVE TOUR 'BEYOND THE DARK'           | 10月18日、19日           | 大阪 大阪城ホール                           |
| 2023年 | 2023 JO1 1ST ASIA TOUR 'BEYOND THE DARK' LIMITED EDITION | 11月1日                  | ジャカルタ Ciptra Artpreneur-Theater        |
| 2023年 | 2023 JO1 1ST ASIA TOUR 'BEYOND THE DARK' LIMITED EDITION | 11月4日                  | バンコク Union Hall, 6/F Union Mall Ladprao |
| 2023年 | 2023 JO1 1ST ASIA TOUR 'BEYOND THE DARK' LIMITED EDITION | 11月11日                 | 台北 Zepp New Taipei                        |
| 2023年 | 2023 JO1 1ST ASIA TOUR 'BEYOND THE DARK' LIMITED EDITION | 12月8日                  | 上海 上海国家会展中心 虹馆EH                |
| 2023年 | 2023 JO1 2ND ARENA LIVE TOUR 'BEYOND THE DARK:RISE'      | 11月24日、25日           | 大阪 京セラドーム大阪                       |
| 2024年 | JO1DER SHOW 2024 ‘WHEREVER WE ARE’                       | 11月23日、24日           | 神奈川 Kアリーナ横浜                        |
| 2024年 | JO1DER SHOW 2024 ‘WHEREVER WE ARE’                       | 12月7日、8日、11日、12日 | 兵庫 神戸ワールド記念ホール                 |
| 2024年 | JO1DER SHOW 2024 ‘WHEREVER WE ARE’                       | 12月21日、22日           | 静岡 静岡エコパアリーナ                     |
| 2024年 | JO1DER SHOW 2024 ‘WHEREVER WE ARE’                       | 12月27日、28日           | 福岡 マリンメッセ福岡 A館                   |
| 2025年 | JO1 WORLD TOUR JO1DER SHOW 2025 'WHEREVER WE ARE'        | 2月15日                  | 台北 Taipei Music Center                    |
| 2025年 | JO1 WORLD TOUR JO1DER SHOW 2025 'WHEREVER WE ARE'        | 2月22日                  | バンコク TRUE ICON HALL                     |
| 2025年 | JO1 WORLD TOUR JO1DER SHOW 2025 'WHEREVER WE ARE'        | 3月1日                   | ロサンゼルス The Belasco                    |
| 2025年 | JO1 WORLD TOUR JO1DER SHOW 2025 'WHEREVER WE ARE'        | 3月3日、4日              | ニューヨーク Brooklyn Bowl                  |
| 2025年 | JO1 WORLD TOUR JO1DER SHOW 2025 'WHEREVER WE ARE'        | 3月23日                  | 北京 北京展覧館劇場                         |
| 2025年 | JO1 WORLD TOUR JO1DER SHOW 2025 'WHEREVER WE ARE'        | 3月29日、30日            | ソウル BLUE SQUARE MasterCard Hall          |
| 2025年 | JO1DER SHOW 2025 ‘WHEREVER WE ARE’ IN TOKYO DOME         | 4月20日、21日            | 東京 東京ドーム                             |

### ファンミーティング
| 年     | 公演名                                 | 日程                | 会場                               |
| ------ | -------------------------------------- | ------------------- | ---------------------------------- |
| 2020年 | JO1 1ST FANMEETING                     | 1月31日、2月1日     | 神奈川 パシフィコ横浜 国立大ホール |
| 2020年 | JO1 1ST FANMEETING                     | 2月18日、19日、20日 | 大阪 オリックス劇場                |
| 2024年 | 2024 JO1 “JAM感謝祭” ~SUMMER FESTIVAL~ | 7月27日、28日       | 神奈川 Kアリーナ横浜               |

### ショーケース
| 年     | 公演名                                                                   | 日程     | 会場                              |
| ------ | ------------------------------------------------------------------------ | -------- | --------------------------------- |
| 2020年 | JO1 2NDシングル『STARGAZER』リリース記念ショーケースイベント             | 8月16日  | オンライン開催                    |
| 2020年 | JO1 1STアルバム『The STAR』オンラインショーケースイベント                | 11月14日 | オンライン開催                    |
| 2021年 | JO1 3RDシングル『CHALLENGER』リリース記念オンラインショーケースイベント  | 4月17日  | オンライン開催                    |
| 2021年 | JO1 4THシングル『STRANGER』リリース記念オンラインショーケースイベント    | 7月31日  | オンライン開催                    |
| 2021年 | JO1 5THシングル『WANDERING』発売記念クリスマスショー                     | 12月24日 | 東京都・東京ドームシティ          |
| 2022年 | JO1 2NDアルバム『KIZUNA』発売記念ショーケースイベント「PARTY With Us」   | 6月20日  | 関東近郊                          |
| 2022年 | JO1 6THシングル『MIDNIGHT SUN』発売記念ショーケースイベント              | 11月4日  | 東京都内某所                      |
| 2022年 | JO1 6THシングル『MIDNIGHT SUN』発売記念ショーケースイベント              | 11月14日 | 大阪市内某所                      |
| 2023年 | JO1 7TH シングル『TROPICAL NIGHT』発売記念ショーケースイベント           | 5月6日   | 静岡県内某所                      |
| 2024年 | JO1 8TH SINGLE “HITCHHIKER” PREMIUM PRE-SHOWCASE「Where is my love?」    | 5月1日   | 東京都・豊洲PIT                   |
| 2024年 | JO1 8TH SINGLE “HITCHHIKER” PREMIUM PRE-SHOWCASE「Where is my love?」    | 5月9日   | 大阪府・Zepp Osaka Bayside        |
| 2024年 | JO1 8TH SINGLE “HITCHHIKER” PREMIUM AFTER SHOWCASE                       | 6月6日   | 東京都・昭和女子大学 人見記念講堂 |
| 2024年 | JO1 9TH SINGLE “WHERE DO WE GO” PREMIUM SHOWCASE「Where you wanna go」   | 10月18日 | 大阪府内某所                      |
| 2024年 | JO1 9TH SINGLE “WHERE DO WE GO” PREMIUM SHOWCASE「Where you wanna go」   | 10月21日 | 東京都・立川ステージガーデン      |
| 2025年 | JO1 BEST ALBUM『BE CLASSIC』PREMIUM SHOWCASE “We're meant to BE CLASSIC” | 6月3日   | 兵庫県内某所                      |
| 2025年 | JO1 BEST ALBUM『BE CLASSIC』PREMIUM SHOWCASE “We're meant to BE CLASSIC” | 6月6日   | 東京都内某所                      |

### スペシャルイベント
| 年     | 公演名                       | 日程           | 会場                           |
| ------ | ---------------------------- | -------------- | ------------------------------ |
| 2025年 | JO1 5th Anniversary 〜祭り〜 | 10月18日、19日 | 東京 海の森水上競技場 特設会場 |

### その他
| 年     | 公演名                                                                | 日程           | 会場                                                                                | 備考                                                   |
| ------ | --------------------------------------------------------------------- | -------------- | ----------------------------------------------------------------------------------- | ------------------------------------------------------ |
| 2020年 | ルイ・ヴィトンメゾン大阪御堂筋オープンニングイベント                  | 1月29日        | 大阪 ルイ・ヴィトンメゾン大阪御堂筋                                                 | [ 337 ]                                                |
| 2020年 | KCON:TACT 2020 SUMMER                                                 | 6月21日        | オンライン開催                                                                      | [ 338 ]                                                |
| 2020年 | Tokyo Virtual Runway Live by GirlsAward                               | 6月27日        | オンライン開催                                                                      | [ 339 ]                                                |
| 2020年 | 第31回 マイナビ 東京ガールズコレクション 2020 AUTUMN／WINTER ONLINE   | 9月5日         | オンライン開催                                                                      | [ 340 ]                                                |
| 2020年 | KCON:TACT season 2                                                    | 10月17日       | オンライン開催                                                                      | [ 28 ]                                                 |
| 2020年 | KOBE COLLECTION The New Reality                                       | 10月18日       | オンライン開催                                                                      | 出演は川西拓実、鶴房汐恩                               |
| 2020年 | MTV VMAJ 2020 -THE LIVE-                                              | 11月19日       | オンライン開催                                                                      | [ 342 ]                                                |
| 2020年 | Mnet Asian Music Awards 2020                                          | 12月6日        | オンライン開催                                                                      | [ 343 ]                                                |
| 2021年 | 第32回 東京ガールズコレクション 2021 SPRING／SUMMER                   | 2月28日        | オンライン開催                                                                      | [ 344 ]                                                |
| 2021年 | KCON:TACT 3 Meet＆Greet                                               | 3月23日        | オンライン開催                                                                      |                                                        |
| 2021年 | KCON:TACT 3                                                           | 3月25日        | オンライン開催                                                                      | [ 345 ]                                                |
| 2021年 | JO1 3RD SINGLE『CHALLENGER』リリース記念オンライントークイベント      | 4月18日        | オンライン開催                                                                      | [ 346 ]                                                |
| 2021年 | 2021年サンリオキャラクター⼤賞結果発表会                              | 6月8日         | オンライン開催                                                                      | [ 347 ]                                                |
| 2021年 | KCON:TACT 4 U [JO1 LOVE JAM LIVE]                                     | 6月21日、23日  | オンライン開催                                                                      | [ 348 ]                                                |
| 2021年 | KCON:TACT 4U                                                          | 6月25日        | オンライン開催                                                                      | [ 349 ]                                                |
| 2021年 | JO1 4TH SINGLE『STRANGER』リリース記念オンライントークイベント        | 7月25日        | オンライン開催                                                                      | [ 350 ]                                                |
| 2021年 | THE ODAIBA 2021：めざましライブ                                       | 8月14日        | オンライン開催                                                                      | [ 351 ]                                                |
| 2021年 | Anime Land Festival                                                   | 8月22日        | インドネシア向けオンライン開催                                                      | [ 352 ]                                                |
| 2021年 | KCON World Premiere: The Triangle                                     | 9月23日        | 神奈川 パシフィコ横浜                                                               | [ 353 ]                                                |
| 2021年 | KCON:TACT HI 5                                                        | 9月25日        | オンライン開催                                                                      | [ 354 ]                                                |
| 2021年 | MTV VMAJ 2021 -THE LIVE-                                              | 11月25日       | 都内某所                                                                            | 無観客での開催                                         |
| 2021年 | 2021 Mnet Asian Music Awards                                          | 12月11日       | CJ ENMコンテンツスタジオ                                                            | [ 356 ]                                                |
| 2022年 | 「JO1 THE MOVIE 『未完成』-Go to the TOP-」完成披露プレミア試写会     | 3月4日         | 東京 TOHOシネマズ新宿                                                               | [ 357 ]                                                |
| 2022年 | 「JO1 THE MOVIE 『未完成』-Go to the TOP-」公開記念舞台挨拶           | 3月12日        | 東京 TOHOシネマズ新宿                                                               | [ 358 ]                                                |
| 2022年 | KCON 2022 Premiere 日本公演                                           | 5月14日、15日  | 千葉 幕張メッセ                                                                     | [ 359 ]                                                |
| 2022年 | JO1 2ND ALBUM『KIZUNA』リリース記念イベント                           | 5月25日        | 東京 豊洲PIT                                                                        | [ 360 ]                                                |
| 2022年 | MTV LIVE MATCH 2022.06.05                                             | 6月5日         | 千葉 幕張メッセ国際展示場9〜11ホール                                                | [ 361 ]                                                |
| 2022年 | 2022 SANRIO FES                                                       | 6月12日        | 神奈川 パシフィコ横浜ノース                                                         | [ 362 ]                                                |
| 2022年 | バーチャル冒険アイランド2022：めざましライブ                          | 8月13日        | オンライン開催                                                                      | [ 363 ]                                                |
| 2022年 | KCON 2022 LA                                                          | 8月19日        | ロサンゼルス クリプト・ドットコム・アリーナ、ロサンゼルス・コンベンション・センター | 出演キャンセル                                         |
| 2022年 | Rakuten GirlsAward 2022 AUTUMN/WINTER                                 | 10月8日        | 千葉 幕張メッセ国際展示場 9〜11ホール                                               | [ 365 ]                                                |
| 2022年 | KCON 2022 JAPAN                                                       | 10月15日       | 東京 有明アリーナ                                                                   | [ 366 ]                                                |
| 2022年 | 2022 MAMA AWARDS                                                      | 11月29日       | 大阪 京セラドーム大阪                                                               | [ 367 ]                                                |
| 2022年 | 「JO1 THE MOVIE 『未完成』-Go to the TOP-」登壇イベント               | 12月11日       | 東京 TOHOシネマズ 六本木ヒルズ                                                      | [ 368 ]                                                |
| 2022年 | 「JO1 THE MOVIE 『未完成』-Go to the TOP-」登壇イベント中継付き上映会 | 12月11日       | 全国99館、韓国、中国、アメリカ、フランス、インドネシア、タイ                        | [ 369 ]                                                |
| 2022年 | WEIBO Account Festival 2022                                           | 12月20日       | 東京 有明アリーナ                                                                   | [ 370 ]                                                |
| 2022年 | ASIA EMOTIONAL MUSIC FES 2022                                         | 12月20日       | 東京 有明アリーナ                                                                   | [ 371 ]                                                |
| 2023年 | オールナイトニッポンXスペシャルライブ2023                             | 1月15日        | 神奈川 横浜アリーナ                                                                 | 出演は川西拓実、金城碧海、佐藤景瑚                     |
| 2023年 | GMO SONIC 2023                                                        | 1月29日        | 埼玉 さいたまスーパーアリーナ                                                       | [ 373 ]                                                |
| 2023年 | FUJIFILM SUPER CUP 2023                                               | 2月11日        | 東京 国立競技場                                                                     | 出演は川西拓実、木全翔也、河野純喜、佐藤景瑚、豆原一成 |
| 2023年 | JO1 x INI SPECIAL EVENT IN THAILAND                                   | 3月16日        | バンコク ザ・マーケット・バンコク                                                   | [ 375 ]                                                |
| 2023年 | KCON 2023 THAILAND                                                    | 3月18日        | バンコク インパクト・アリーナ、インパクト・エキシビションセンター                   | [ 376 ]                                                |
| 2023年 | めざましテレビ30周年フェス                                            | 4月16日        | 神奈川 ぴあアリーナMM                                                               | [ 377 ]                                                |
| 2023年 | 日本プロ野球 セ・リーグ 阪神タイガース vs 広島東洋カープ              | 4月19日        | 兵庫 阪神甲子園球場                                                                 | [ 378 ]                                                |
| 2023年 | KCON JAPAN 2023                                                       | 5月13日、14日  | 千葉 幕張メッセ                                                                     | 14日の出演は河野純喜のみ                               |
| 2023年 | 29TH DREAM CONCERT                                                    | 5月27日        | 釜山広域市 釜山アジアド主競技場                                                     | [ 381 ]                                                |
| 2023年 | LAPOSTA 2023                                                          | 5月30日、31日  | 東京 有明アリーナ                                                                   | [ 382 ]                                                |
| 2023年 | 2023 DREAM CONCERT in JAPAN : Hello, My Friends！                     | 6月18日        | 埼玉 さいたまスーパーアリーナ                                                       | [ 383 ]                                                |
| 2023年 | 明治安田Jリーグワールドチャレンジ 2023 powered by docomo              | 7月23日        | 東京 国立競技場                                                                     | [ 384 ]                                                |
| 2023年 | KCON LA 2023                                                          | 8月20日        | ロサンゼルス クリプト・ドットコム・アリーナ、ロサンゼルス・コンベンション・センター | [ 385 ]                                                |
| 2023年 | お台場冒険王2023 SUMMER SPLASH! めざましライブ                        | 8月27日        | 東京 お台場 冒険ランド SUMMER SPLASH スタジアム                                     | [ 386 ]                                                |
| 2023年 | CDTVライブ！ライブ！フェスティバル2023                                | 9月18日        | 東京 東京ガーデンシアター                                                           | [ 387 ]                                                |
| 2023年 | 2023 MAMA AWARDS                                                      | 11月28日       | 東京 東京ドーム                                                                     | [ 388 ]                                                |
| 2024年 | GMO SONIC 2024                                                        | 1月27日        | 埼玉 さいたまスーパーアリーナ                                                       | [ 389 ]                                                |
| 2024年 | KCON JAPAN 2024                                                       | 5月12日        | 千葉 幕張メッセ・ZOZOマリンスタジアム                                               | [ 390 ]                                                |
| 2024年 | PEACEFUL PARK 2024 for 能登                                           | 7月7日         | 石川 石川県産業展示館                                                               | [ 391 ]                                                |
| 2024年 | お台場冒険王2024 〜人気者にアイ♡LAND〜 めざましライブ                 | 7月21日        | 東京 お台場 冒険ランド                                                              | [ 392 ]                                                |
| 2024年 | SUMMER SONIC 2024                                                     | 8月17日、18日  | 大阪 万博記念公園、千葉 ZOZOマリンスタジアム・幕張メッセ                            | [ 393 ]                                                |
| 2024年 | 2024 THE FACT MUSIC AWARDS                                            | 9月8日         | 大阪 京セラドーム                                                                   | [ 394 ]                                                |
| 2024年 | CDTVライブ！ライブ！大感謝祭2024                                      | 9月16日        | 東京 東京ガーデンシアター                                                           | [ 395 ]                                                |
| 2024年 | ROCK IN JAPAN FESTIVAL 2024 in HITACHINAKA                            | 9月21日        | 茨城 国営ひたち海浜公園                                                             | [ 396 ]                                                |
| 2024年 | KCON GERMANY 2024                                                     | 9月28日、29日  | フランクフルト メッセ・フランクフルト                                               | [ 397 ]                                                |
| 2024年 | SBS INKIGAYO LIVE in TOKYO                                            | 10月13日       | 埼玉 さいたまスーパーアリーナ                                                       | [ 398 ]                                                |
| 2024年 | LIVE AZUMA 2024                                                       | 10月19日       | 福島 あづま総合運動公園・あづま球場                                                 | [ 399 ]                                                |
| 2024年 | 御堂筋ランウェイ2024                                                  | 11月3日        | 大阪 御堂筋                                                                         | [ 400 ]                                                |
| 2024年 | 2024 KOREA GRAND MUSIC AWARDS                                         | 11月17日       | 仁川広域市 インスパイアアリーナ                                                     | [ 401 ]                                                |
| 2025年 | GMO SONIC 2025                                                        | 1月26日        | 埼玉 さいたまスーパーアリーナ                                                       | 出演は與那城奨、河野純喜、川西拓実                     |
| 2025年 | LAPOSTA 2025                                                          | 1月31日-2月2日 | 東京 東京ドーム                                                                     | [ 403 ]                                                |
| 2025年 | GLOBAL SPIN LIVE                                                      | 3月10日        | ロサンゼルス グラミー・ミュージアム                                                 | [ 404 ]                                                |
| 2025年 | iHeartRadio Music Awards 2025                                         | 3月18日        | ロサンゼルス ドルビー・シアター                                                     | [ 405 ]                                                |
| 2025年 | Japanese Heritage Night                                               | 4月29日        | ロサンゼルス ドジャー・スタジアム                                                   | [ 406 ]                                                |
| 2025年 | KCON JAPAN 2025                                                       | 5月10日        | 千葉 幕張メッセ                                                                     | [ 407 ]                                                |
| 2025年 | ごぶごぶフェスティバル 2025                                           | 5月11日        | 大阪 万博記念公園                                                                   | [ 408 ]                                                |
| 2025年 | Walk the Talk for SDGs in EXPO2025 UN&YOSHIMOTO                       | 6月15日        | 大阪 関西万博                                                                       | [ 409 ]                                                |
| 2025年 | 大阪・関西万博開催記念 Survive FES                                    | 7月27日        | 大阪 万博記念公園もみじ川芝生広場                                                   | [ 410 ]                                                |
| 2025年 | KCON LA 2025                                                          | 8月3日         | ロサンゼルス クリプト・ドットコム・アリーナ                                         | [ 411 ]                                                |
| 2025年 | Time For Peace                                                        | 8月10日        | 大阪 パシフィック・ワールド号船上                                                   | [ 412 ]                                                |
| 2025年 | SUMMER SONIC 2025                                                     | 8月17日        | 千葉 ZOZOマリンスタジアム                                                           | [ 179 ]                                                |
| 2025年 | Lemino MUSIC FES「LAPONE DAY in EXPO」                                | 10月5日        | 大阪・関西万博EXPOアリーナ「Matsuri」                                               | [ 413 ]                                                |

## 受賞歴
| 年     | 受賞式                                   | 賞                                                     | 出典    |
| ------ | ---------------------------------------- | ------------------------------------------------------ | ------- |
| 2020年 | MTV VMJA 2020                            | ライジングスター賞                                     | [ 414 ] |
| 2020年 | 2020 Mnet Asian Music Awards             | ベストニューアジアアーティスト賞                       | [ 38 ]  |
| 2020年 | DIMEトレンド大賞2020                     | ベストキャラクター賞                                   | [ 415 ] |
| 2020年 | #Twitterトレンド大賞 2020                | ｢もっとも使われたハッシュタグランキングMUSIC部門｣第1位 | [ 416 ] |
| 2021年 | 第35回日本ゴールドディスク大賞           | ベスト5・ニューアーティスト【邦楽】                    | [ 47 ]  |
| 2021年 | MTV VMAJ 2021                            | 最優秀ダンスビデオ賞『REAL』                           | [ 417 ] |
| 2021年 | 2021 Mnet Asian Music Awards             | Best Asian Artist Japan                                | [ 68 ]  |
| 2021年 | #Twitterトレンド大賞 2021                | 「最もツイートされた著名人」                           | [ 418 ] |
| 2021年 | #Twitterトレンド大賞 2021                | ミュージックジャンル「最もメンションされたアカウント」 | [ 418 ] |
| 2021年 | #Twitterトレンド大賞 2021                | 「最も使われた＃」                                     | [ 418 ] |
| 2022年 | レコチョク推しアーティストランキング2022 | 1位                                                    | [ 419 ] |
| 2022年 | MTV VMAJ 2022                            | ベスト・ライブ・パフォーマンス賞                       | [ 104 ] |
| 2022年 | 2022 MAMA AWARDS                         | FAVORITE ASIAN ARTIST                                  | [ 420 ] |
| 2022年 | WEIBO Account Festival 2022              | 優秀男性グループ賞                                     | [ 421 ] |
| 2023年 | 第65回日本レコード大賞                   | 優秀作品賞『Trigger』                                  | [ 422 ] |
| 2024年 | ASIA STAR ENTERTAINER AWARDS 2024        | ASEA THE BEST STAGE JAPAN                              | [ 423 ] |
| 2024年 | 2024 THE FACT MUSIC AWARDS               | アーティスト・オブ・ザ・イヤー賞                       | [ 424 ] |
| 2024年 | 2024 THE FACT MUSIC AWARDS               | 人気賞                                                 | [ 424 ] |
| 2024年 | 2024 KOREA GRAND MUSIC AWARDS            | K-POP海外アーティスト賞                                | [ 425 ] |
| 2024年 | 第66回日本レコード大賞                   | 優秀作品賞『Love seeker』                              | [ 426 ] |
| 2025年 | MTV VMAJ 2025                            | ベスト・アジア・グループ賞                             | [ 427 ] |